# Oberbaum City

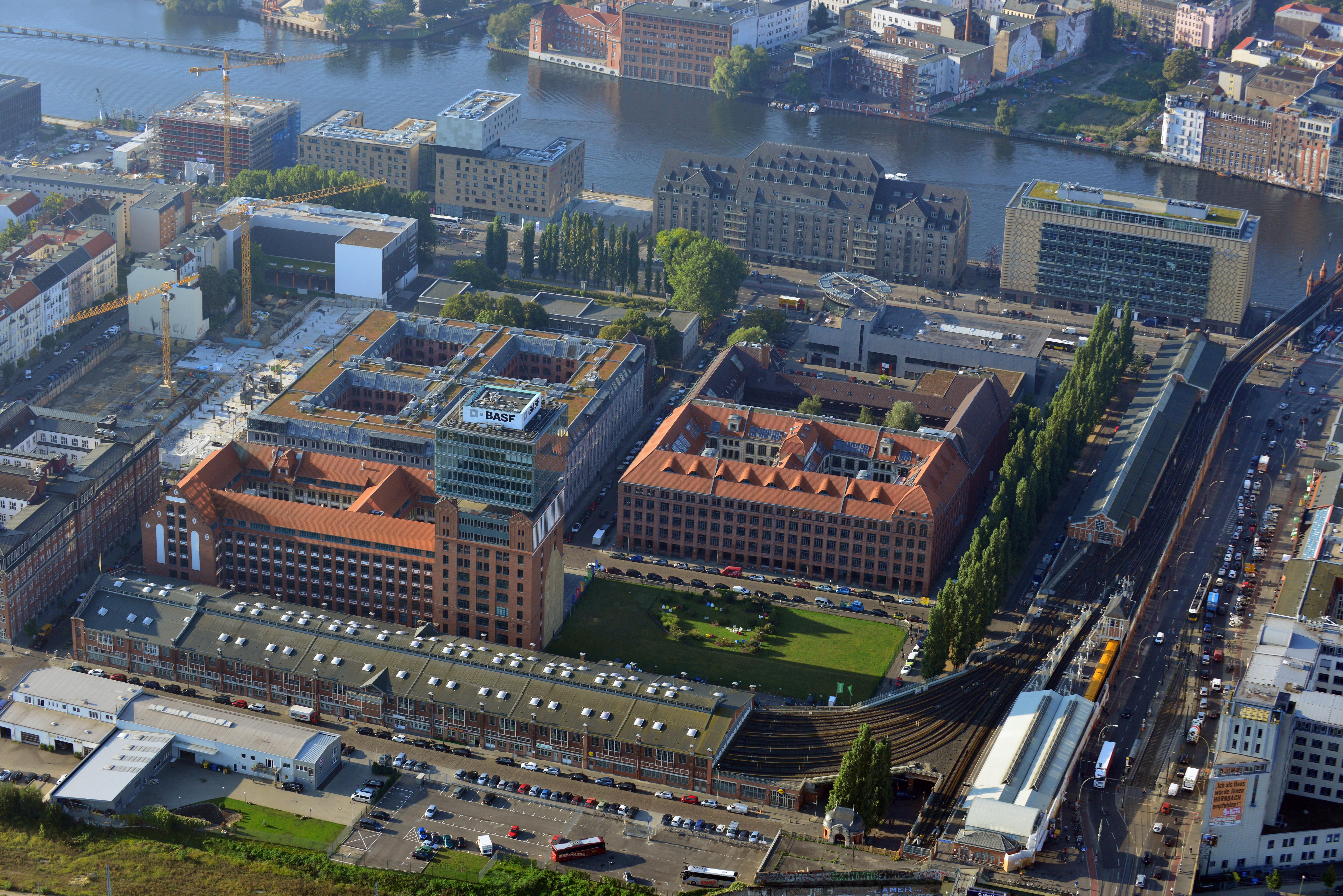
Die Oberbaum City von Norden. Rechts oben das Eierkühlhaus am Osthafen

Als Oberbaum City wird seit etwa 1999 das Gelände der ehemaligen Narva Berliner Glühlampenfabrik (früher: Osram Werk D [Drahtwerk]) im Rudolfkiez des Berliner Ortsteils Friedrichshain zwischen dem Bahnhof Warschauer Straße und der Ehrenbergstraße bezeichnet.

## Narva-Hochhaus

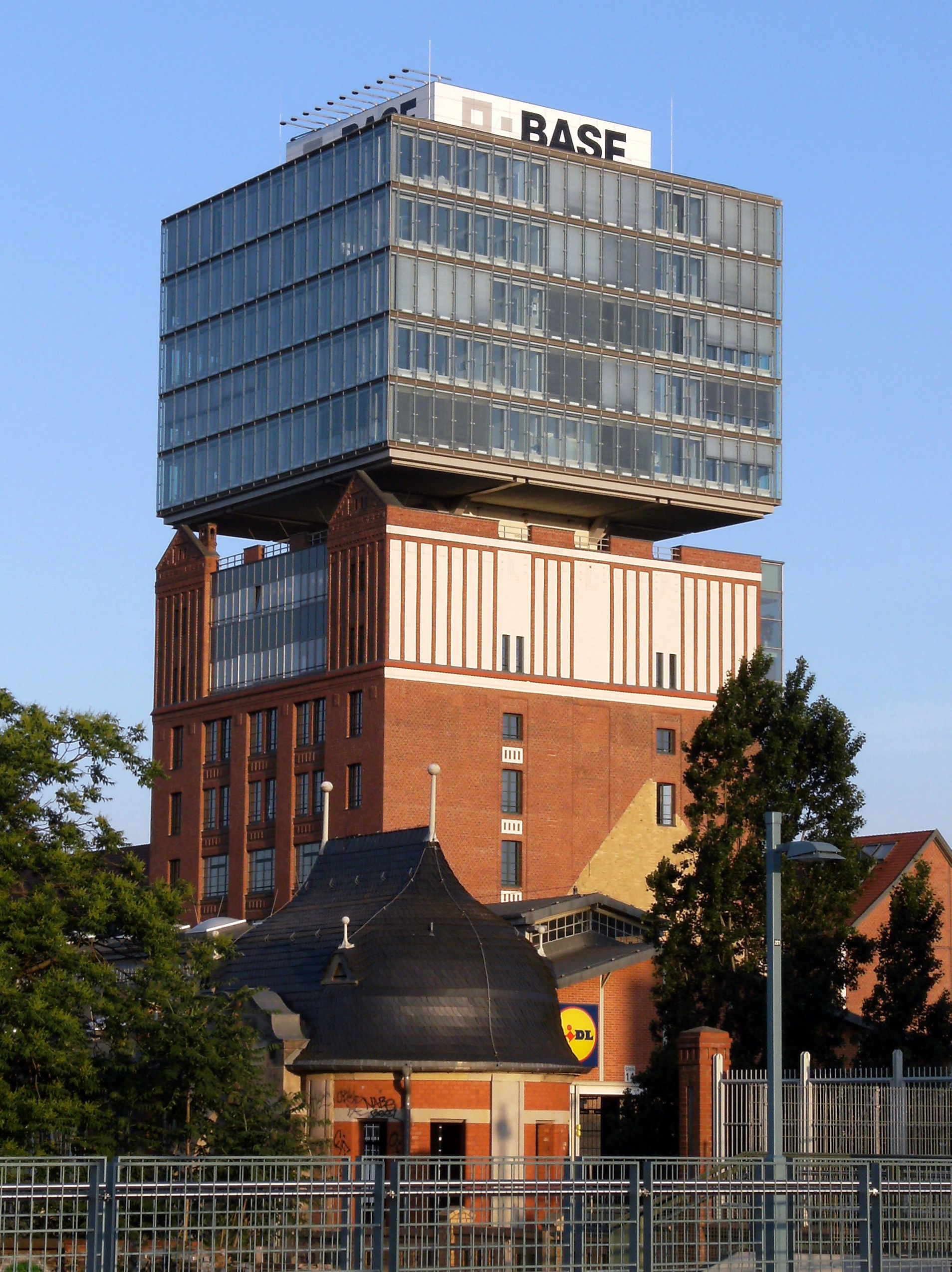
Narva-Hochhaus, nach dem Umbau 2000: 63 m hoch, 16 Geschosse (Schweger + Partner)

Städtebauliches Wahrzeichen des Areals nördlich der Spree nahe der Oberbaumbrücke ist das heute 63 Meter hohe und 16-geschossige Narva-Hochhaus. Der Narva-Turm (Haus 3; Rotherstraße 11) wurde 1909 nach einem Entwurf von Theodor Kampffmeyer (1856–1913) mit zunächst zehn Geschossen fertiggestellt. Mit damals über 40 Metern Höhe war er das erste Hochhaus Berlins und eines der ersten Hochhäuser in Deutschland.

## Geschichte

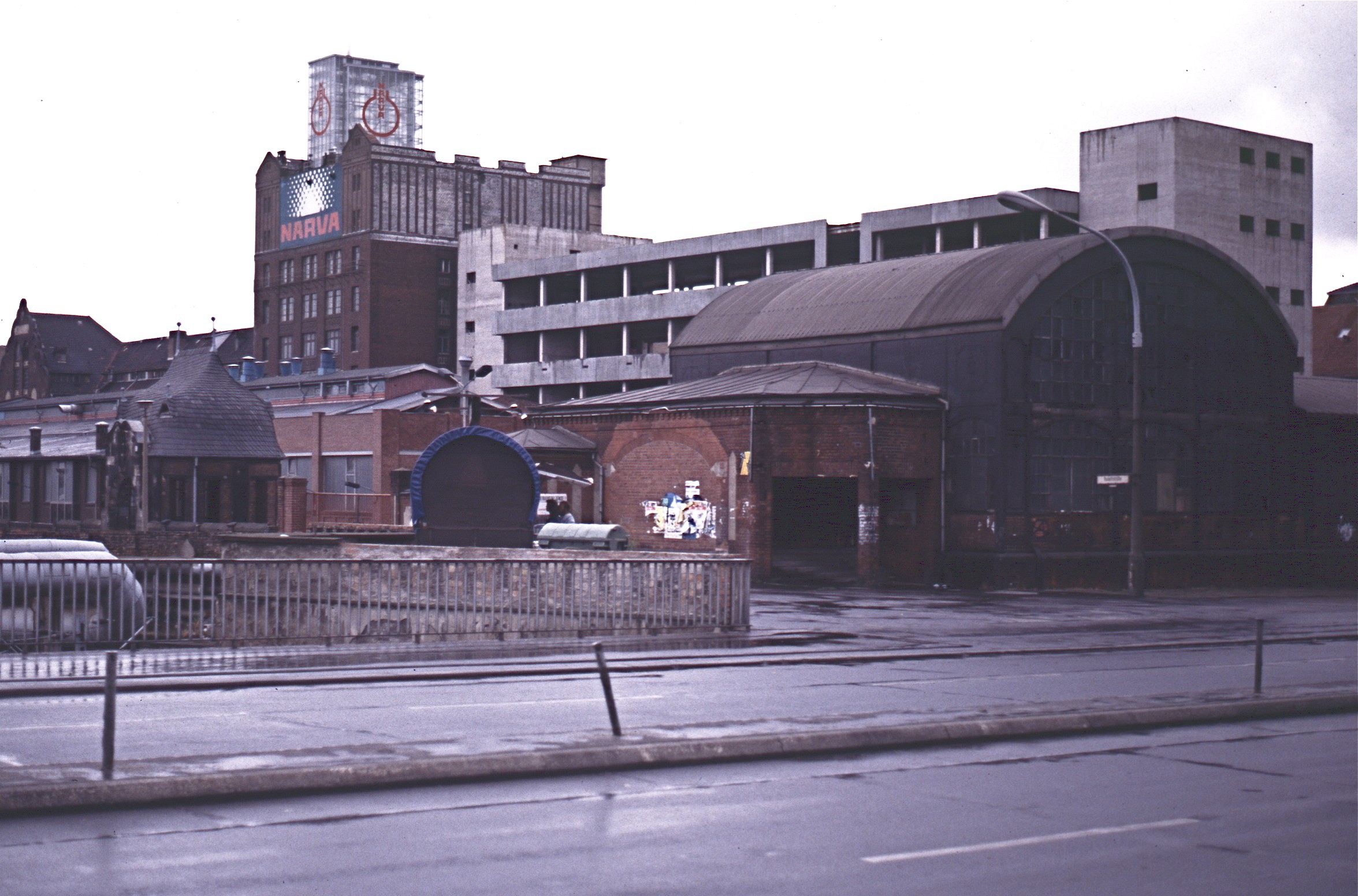
Stillgelegter U-Bahnhof Warschauer Brücke (als Narva-Lagerhalle genutzt), im Hintergrund das Hochhaus mit dem 1963 aufgesetzten alten Glaskubus für Lampentests, 1992

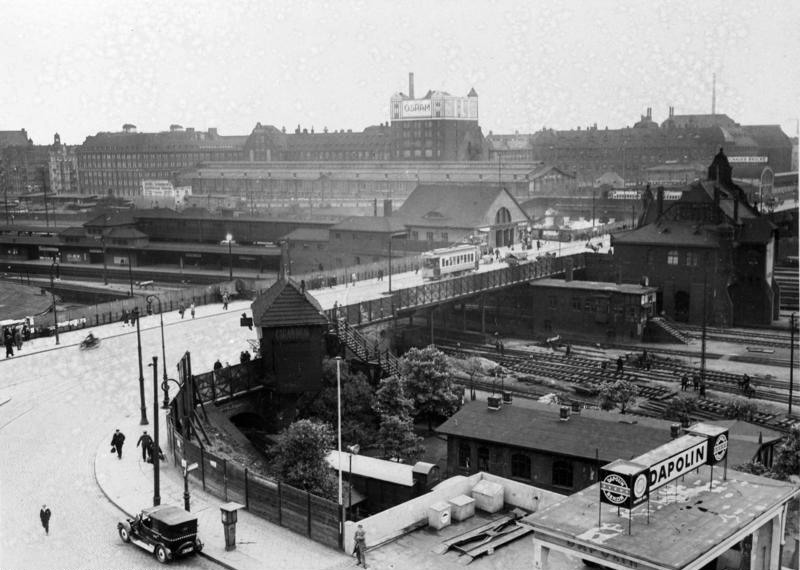
Bahnhof Warschauer Brücke mit Osram-Werk D (Drahtwerk) im Hintergrund, 1930

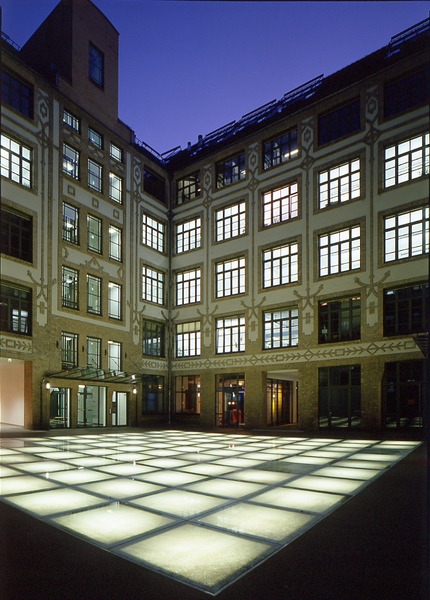
Lichthof Haus 5

Die Bebauung des Geländes begann bereits Anfang des 19. Jahrhunderts durch das erste Berliner „Wasserwerk vor dem Stralauer Thor“ zur Trinkwasseraufbereitung, das 1856 in Betrieb ging.
Mit der Eröffnung der Stammstrecke (heutige U-Bahn-Linie U1 der Berliner U-Bahn) war das Areal 1902 über den benachbarten Endbahnhof Warschauer Brücke auch an die neue „Hoch- und Untergrundbahn“ angeschlossen.
Als das Wasserwerk um 1893 seinen Betrieb einstellte, kaufte die Deutsche Gasglühlicht AG (Auer-Gesellschaft) das Areal und ließ zwischen 1906 und 1914 auf dem Terrain vier Gebäudekomplexe als Produktionsstätte und Verwaltungssitz errichten.
Der Grundstein für die sogenannte „Lampenstadt“ war gelegt. Die Deutsche Gasglühlicht AG gliederte im November 1918 ihr Glühlampengeschäft aus und gründete die Osram G.m.b.H. KG, an der sich 1920 die beiden anderen großen deutschen Glühlampenhersteller, Siemens & Halske und die AEG mit den Werken Helmholtzstraße in Charlottenburg (Werk S; Siemens) und Sickingenstraße in Moabit (Werk A; AEG) beteiligten. Osram übernahm 1935 zusätzlich die Fabrik der Bergmann Electricitäts-Werke an der Seestraße im Wedding (Werk B; Bergmann, das heutige Carrée Seestraße). Zu diesem Zeitpunkt wurden am Standort Berlin noch Glasbläser in einer eigenen Glashütte beschäftigt. Die Produktion der Glaskolben erfolgte später dann weitgehend in Weißwasser/Oberlausitz (Werk W). Die Gasglühlicht-„Lampenstadt“ in Friedrichshain wurde zum Osram-Werk D (Drahtwerk) und war bis 1945 auch Firmensitz.
Das ehemalige Osram-„Drahtwerk“ ging 1949 in Volkseigentum über. Es entstand der VEB Berliner Glühlampenwerk „Rosa Luxemburg“, der 1969 mit anderen Leuchtmittel-Produzenten zum DDR-Kombinat „Narva“ zusammengeschlossen wurde. Zu diesem Zeitpunkt waren am Standort Friedrichshain über 5000 Menschen beschäftigt.
Nach Beseitigung der Kriegsschäden Anfang der 1950er Jahre wurde das 1963 mit einem Brenndauer-Versuchsraum in Form eines Glaswürfels aufgestockte Hochhaus als „Narva-Turm“ zum leuchtenden, weithin sichtbaren Wahrzeichen des Standortes. Narva etablierte sich in der Folgezeit als größter Glühlampenhersteller der DDR und exportierte seine Lampen in über 50 Länder.
Nach der deutschen Wiedervereinigung wurde die Glühlampenproduktion 1992 eingestellt und der Gebäudekomplex ins Baudenkmalbuch eingetragen.
Zwischen 1993 und 2000 entwickelte die HypoVereinsbank fünf Gebäude des Areals der ehemaligen „Lampenstadt“ zu modernen Büro- und Geschäftshäusern. Die unter Denkmalschutz stehenden Gründerzeit-Fassaden wurden restauriert, die Gebäude zum Teil vollständig entkernt und komplett saniert. Hinter den historischen Mauern entstanden in allen Gebäuden neubaugleiche moderne, architektonisch ansprechende Büroflächen.
In enger Zusammenarbeit mit dem Denkmalschutz erarbeitete man die architektonische Neuinterpretation des ehemaligen Narva-Turms. Nach Entwürfen der Architekten Schweger + Partner wurde der Turm mit einer Glas-Stahl-Konstruktion um fünf weitere Etagen aufgestockt und gibt der Oberbaum City erneut ein prägendes und zeitgemäßes Wahrzeichen.
Ein Teil des Gebäudekomplexes ist seit 2005 vom deutschen Chemie-Unternehmen BASF gemietet, das am Standort ein internationales Shared Service Center errichtet hat. Aktuell ist die Oberbaum City ein Büro- und Geschäftsquartier für sowohl etablierte als auch junge kreative Unternehmen verschiedener Wirtschaftsbereiche.
Am Standort arbeiten ca. 3500 Beschäftigte für etwa 80 Firmen.
Am 18. Februar 2019 wurde bekannt, dass die Oberbaum City von den Private-Equity-Unternehmen Blackstone Group und Quincap zu einem Preis von 500 Millionen Euro von der HVB Immobilien, einer Tochter der Unicredit Group übernommen wurde.